# Daniel et Joshua Shalikar
Daniel Shalikar et Joshua Shalikar sont deux acteurs américains, jumeaux, nés le 24 octobre 1988, à East Brunswick, comté de Middlesex, New Jersey. Ils sont principalement connus pour avoir interprété à eux deux le rôle d'Adam Szalinski, le bébé agrandi, dans le film de 1992, Chérie, j'ai agrandi le bébé.

## Filmographie
- 1992 : Chérie, j'ai agrandi le bébé
- 1994 : Chérie, j'ai rétréci le public (spectacle cinématographique en 3D des parcs Disney)

## Distinctions

### Nominations
- Saturn Award :
  - Nommés au Saturn Award du meilleur jeune acteur 1993 (Chérie, j'ai agrandi le bébé)